# Крестці (Ленінградська область)
Крестці (рос. Крестцы) — присілок у Кіриському районі Ленінградської області Російської Федерації.
Населення становить 18 осіб. Належить до муніципального утворення Будогощенське міське поселення.

## Історія
Згідно із законом від 1 вересня 2004 року № 49-оз органом  місцевого самоврядування є Будогощенське міське поселення.

## Населення
| 1879 | 1907 | 1928 | 1969 | 1997 | 2002 | 2007 |
| ---- | ---- | ---- | ---- | ---- | ---- | ---- |
| 298  | ↗481 | ↘348 | ↘127 | ↘31  | ↗33  | ↘25  |
| 2010 | 2017 |      |      |      |      |      |
| →25  | ↘18  |      |      |      |      |      |